# Chlorochlamys vertaria
Chlorochlamys vertaria là một loài bướm đêm trong họ Geometridae.